# گمینا نگمودلین
گمینا نگمودلین (به لهستانی:  Gmina Niemodlin) یک گمینا در لهستان است که در شهرستان اوپوله واقع شده‌است. گمینا نگمودلین ۱۸۳٫۲۲ کیلومتر مربع مساحت و ۱۳٬۸۲۳ نفر جمعیت دارد.